# Handan (Kreis)
Handan (chinesisch 邯鄲縣 / 邯郸县, Pinyin Hándān Xiàn) war ein chinesischer Kreis der bezirksfreien Stadt Handan im Süden der Provinz Hebei. Er hatte eine Fläche von 522 km² und zählte ca. 400.000 Einwohner (Stand 2004).

## Administrative Gliederung
Auf Gemeindeebene setzte sich der Kreis aus vier Großgemeinden und sechs Gemeinden zusammen. 